# Валлійський дракон

Валлійський дракон (І-Драйг Гох)

Валлійський дракон (валл. Y Ddraig Goch, дослівно Червоний дракон) — національний і геральдичний символ Уельсу, також присутній на національному прапорі Уельсу.

## Історія
Червоний валлійський дракон був символом Уельсу з раннього Середньовіччя і зберігався в народній пам'яті через поеми, пісні та легенди. Через помилку в «Есе про Давнє й Сучасне використання Геральдики» Александера Нісбета помилково вважається, що в якості емблеми він використовувався ще за часів правління короля Гвінеду Кадваладра Побожного приблизно з 655 року н.е. Дракона в якості свого символа використовували також давні правителі бритів, зокрема Мелгун Гвінед, Мінідог Багатий і Уріен. 
Червоний дракон згадується у Мабіногіоні в повісті «Ллід і Ллевеліс» (валл. Lludd a Llefelys), де він бьється з білим драконом, а королі Ллід і Ллевеліс хитрістю позбуваются від них, тим самим рятуючи Британію. 
В Історії бритів Неннія (приблизно 829 рік н.е.) боротьба червоного і білого драконів символізує боротьбу відповідно валлійців і англійців, причому перемога червоного дракона стала символом приходу Утера Пендрагона, батька легендарного короля Артура.
У 1485 році, після перемоги в битві при Босворті, претендент на трон Генріх Тюдор, щоб підкреслити свій валлійський рід та заручитися допомогою валлійської знаті, використав червоного дракона на біло-зеленому фоні. Згодом дракон Кадваладра опинився на гербі Тюдорів і навіть почав зображатись на золотих монетах Генріха VII.
У 1800 році Георг III затвердив геральдичний бейдж з зображеним драконом. 
У 1953 році до Королівського знаку Уельсу з червоним драконом було додано підв'язку зі словами «Червоний дракон надихає дію» (валл. «Y Ddraig Goch Ddyry Cychwyn»), а сам знак увінчано короною Святого Едуарда.
На законодавчому рівні червоного дракона як символ Уельсу затвердили лише у 1959 році.